# Edgar Atzler
Edgar Atzler (* 22. Dezember 1887 in Potschappel; † 28. September 1938 in Dortmund) war ein deutscher Physiologe. Er gilt als der eigentliche Begründer des Zweiges, der sich mit der Physiologie und Hygiene der Arbeit befasst.

## Leben
Seit 1921 war Atzler Wissenschaftliches Mitglied des Kaiser-Wilhelm-Instituts für Arbeitsphysiologie. Von 1921 bis 1926 leitete er das sportphysiologische Laboratorium der Deutschen Hochschule für Leibesübungen, bevor er dann 1926 Direktor des Kaiser-Wilhelm-Instituts für Arbeitsphysiologie in Berlin wurde. Unter seiner Leitung wurde das Institut 1929 nach Dortmund verlegt (heute Max-Planck-Institut für molekulare Physiologie). In den Jahren 1922 bis 1937 lehrte er als außerordentlicher Professor an der Universität Berlin, an der seit 1934 ein Lehrstuhl bzw. das Institut für Arbeitsmedizin der Charité besteht.
1927 veröffentlichte Edgar Atzler ein Handbuch der Arbeitsphysiologie mit dem Titel Körper und Arbeit. Darüber hinaus war er Herausgeber der Zeitschrift Arbeitsphysiologie.